# 仙台塩釜港
仙台塩釜港（せんだいしおがまこう）は、宮城県の太平洋・仙台湾に面した港湾。港湾法上の国際拠点港湾、港則法上の特定港、関税法上の開港に指定されている。中核国際港湾の1つにも指定されている。
港湾法上の港湾区域は「仙台塩釜港仙台港区」「仙台塩釜港塩釜港区」「仙台塩釜港石巻港区」「仙台塩釜港松島港区」の4つからなる（漁港区域は含まれない）。
一方、港則法上の港区は「仙台塩釜港仙台区」と「仙台塩釜港塩釜区」からなり、石巻港は別の港（特定港）となり、松島港は適用港ではない。関税法上の開港も仙台塩釜港（1934年1月27日開港）と石巻港（1967年6月1日開港）は別の港となり、松島港は不開港である。

## 概要
奈良時代に陸奥国府・多賀城の外港として歴史が始まる塩釜港は、1910年（明治43年）に第2種重要港湾に、1951年（昭和26年）に重要港湾に指定された。高度経済成長期になると「仙台湾地域」の新産業都市指定を機に、砂浜を掘り込んで仙台港が開発され、1971年（昭和46年）に「塩釜港」に編入された。これにより両者は一体的に運用され、各々「塩釜港塩釜港区」「塩釜港仙台港区」と呼ばれることになった。2001年（平成13年）4月1日、特定重要港湾に指定されたのを機に「塩釜港」は「仙台塩釜港」に改称され、各々「仙台塩釜港塩釜港区」「仙台塩釜港仙台港区」と呼ばれることになった。
江戸時代初期の北上川改修を機に東廻海運の拠点港の1つとして発展の歴史が始まる石巻港は、1950年（昭和25年）に地方港湾に、1964年（昭和39年）に重要港湾に指定された。しかし2010年（平成22年）8月3日、全国の重要港湾103港の中から重点的に投資する43港が重点港湾に選ばれた際、石巻港は選外となった。これにより石巻港は、国直轄の新規事業予算が配分されず、継続事業の実施しかできなくなるため、同年5月に前原誠司国土交通大臣（当時）が石巻市を視察した際に「（仙台塩釜港との）一体整備の可能性はゼロでない」と発言したことをもとに、仙台塩釜港との統合が模索されることになった。
県と関係者は同年11月29日に第1回の「宮城県港湾戦略ビジョン策定委員会」（以下「ビジョン委」）を開き、仙台塩釜港と石巻港に、日本三景・松島の観光港としての機能が強い松島港（1954年（昭和29年）地方港湾に指定）を加えた3港を統合する案を検討し始めた。2011年（平成23年）3月11日、東北地方太平洋沖地震（東日本大震災）が発生し、県内の港は地震・地盤沈下・津波・火災などにより、埠頭施設や背後の臨海工業商業地区の被害に加え、港湾従事者の犠牲や離散により港湾機能が著しく低下した。そのため、震災からの効率的な復旧・復興と将来的な発展を目指し、3港の役割分担を明確にして統合する計画が「ビジョン委」において8月2日と11月24日に検討され、2012年（平成24年）3月29日に宮城県地方港湾審議会において決定した。3港の統合計画は8月7日に国に申請され、10月12日に閣議決定され、10月17日に公布・施行された。10月18日、仙台塩釜港（仙台港区、塩釜港区）、石巻港、松島港の3港は、仙台・塩釜・松島・石巻の4つの港区を持つ仙台塩釜港という1つの港に統合された。
なお、当港の4つの港区は、仙台湾に沿って延びる貞山運河、東名運河、北上運河の運河群および内海となっている松島湾により、小型船舶なら外洋に出ることなく相互の往来が可能であるが、運河の幅が狭いため港区間の流通には使用されていない。

## 港区
以下に、2012年（平成24年）10月18日以降の港区を示す。
| 港区 | 仙台港区                              | 塩釜港区                           | 松島港区                             | 石巻港区                              |
| ---- | ------------------------------------- | ---------------------------------- | ------------------------------------ | ------------------------------------- |
| 通称 | 仙台港                                | 塩釜港                             | 松島港                               | 石巻港                                |
| 位置 | 北緯38度16分22.5秒 東経141度1分30.1秒 | 北緯38度19分5.7秒 東経141度2分40秒 | 北緯38度22分8.8秒 東経141度3分47.3秒 | 北緯38度25分2.1秒 東経141度16分27.9秒 |